# Temple protestant de Carcassonne
Le temple protestant de Carcassonne, inauguré en 1890, est situé 53 rue Antoine Marty à Carcassonne, dans le département de l'Aude. La paroisse est membre de l'Église protestante unie de France.

## Description
L'intérieur de l'édifice évoque une église anglicane. Mais sa façade est relativement neutre avec des vitraux.

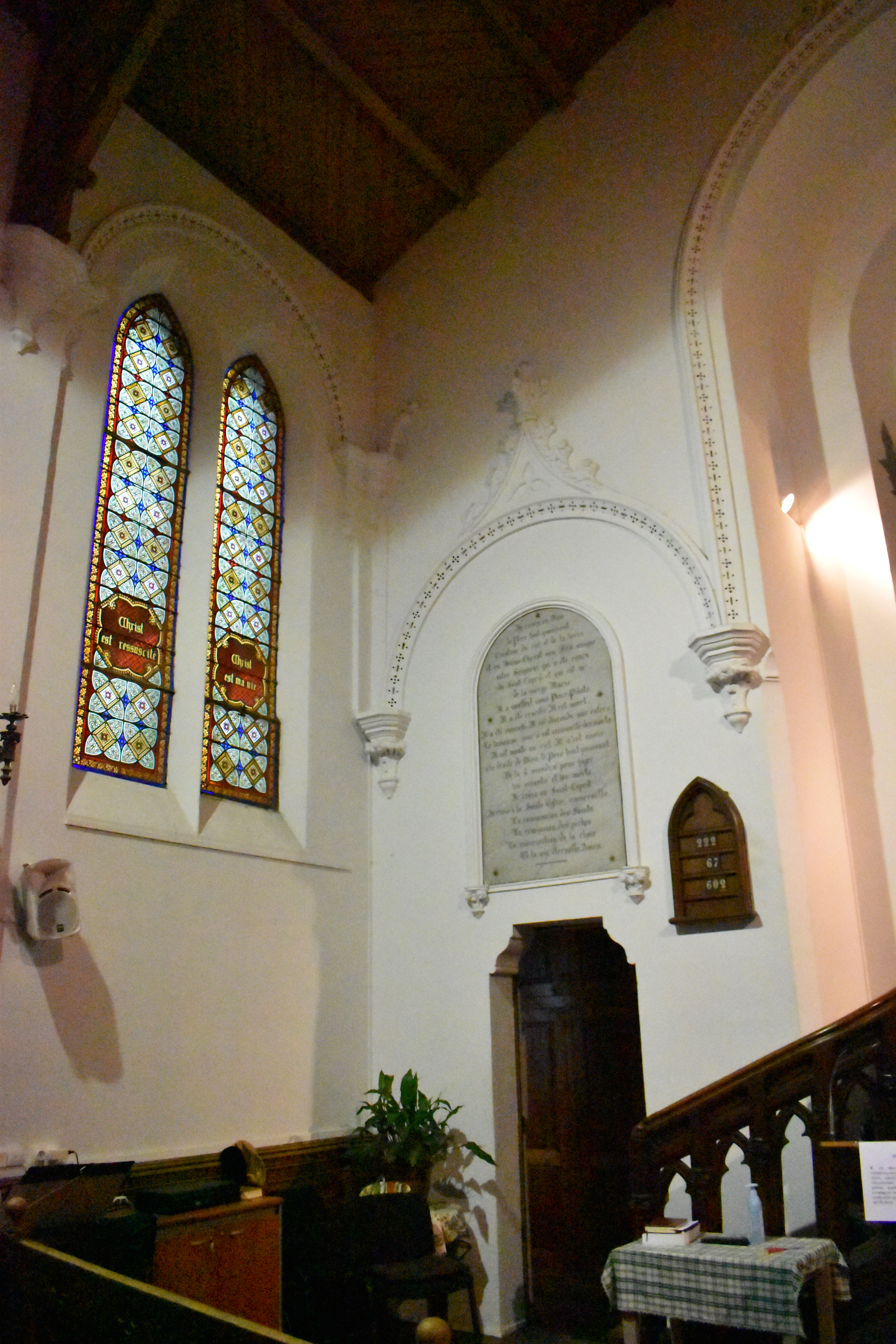
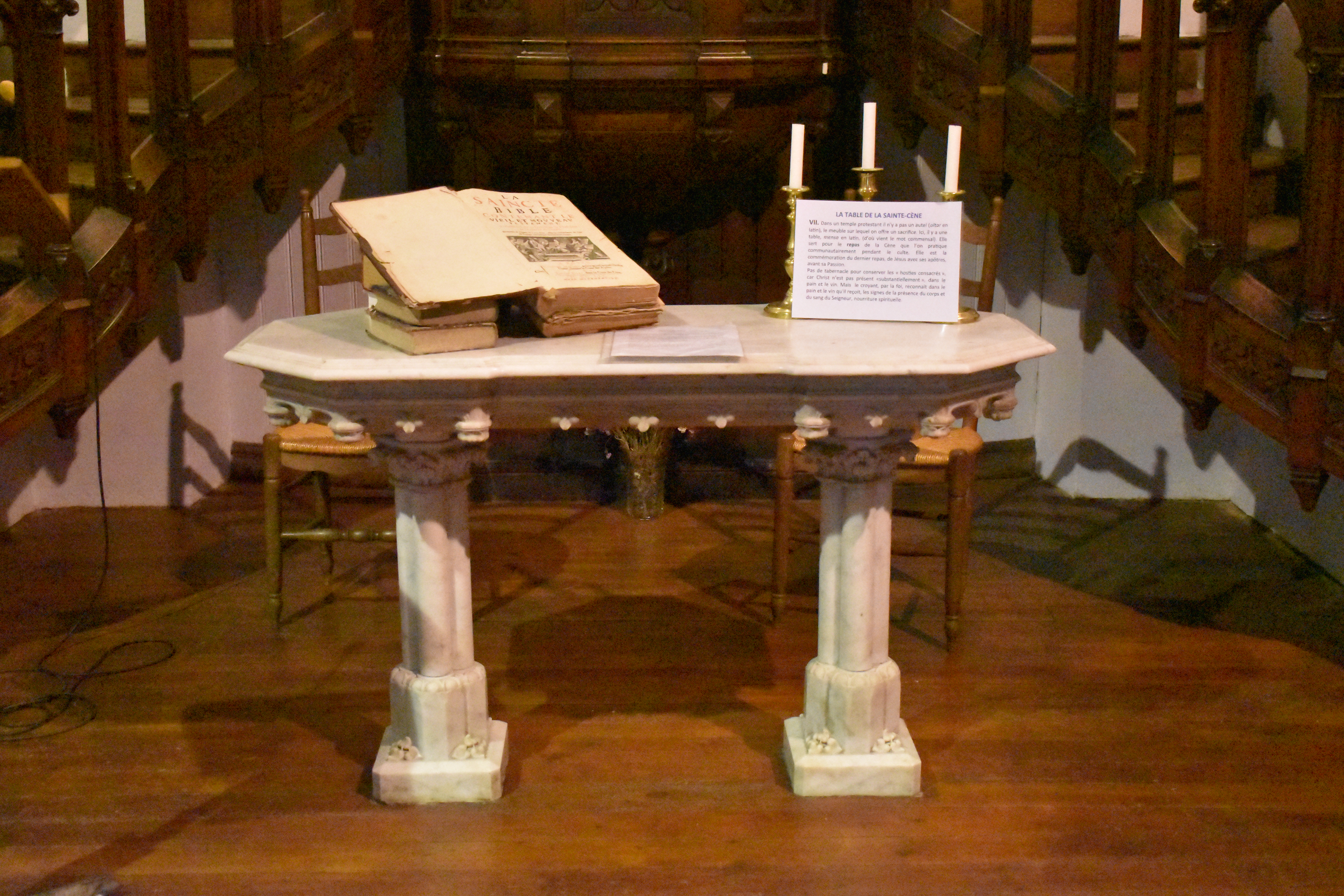
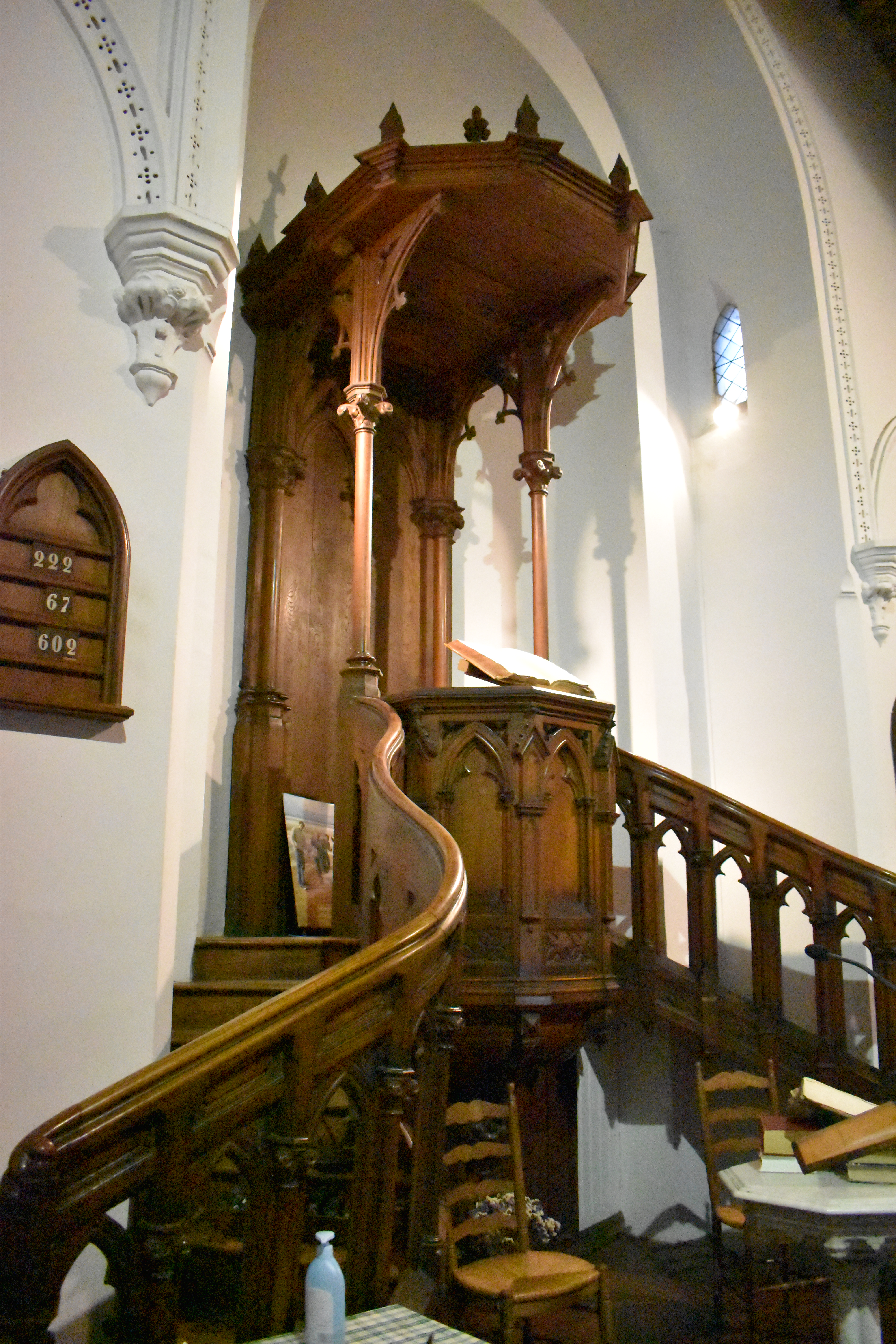
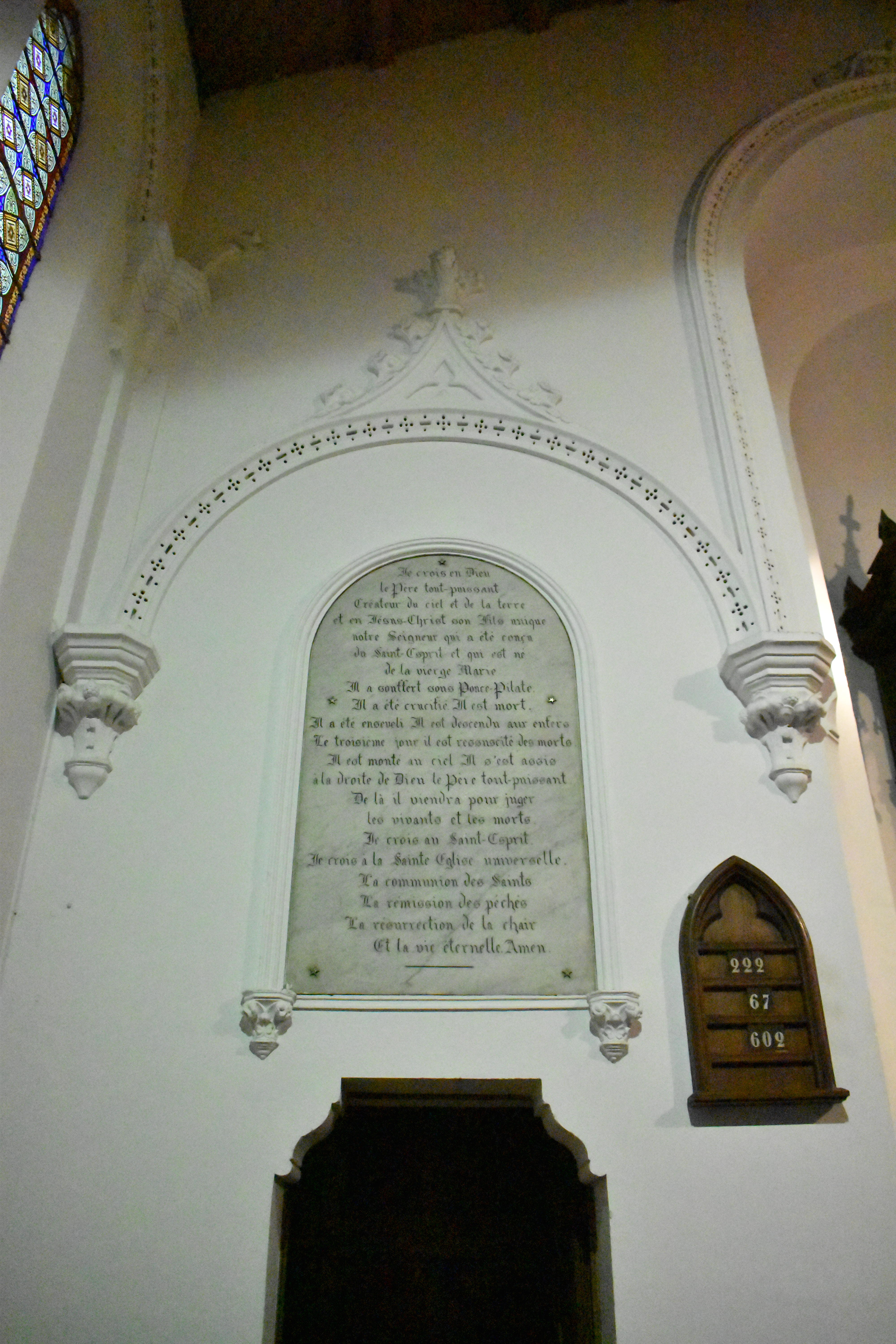
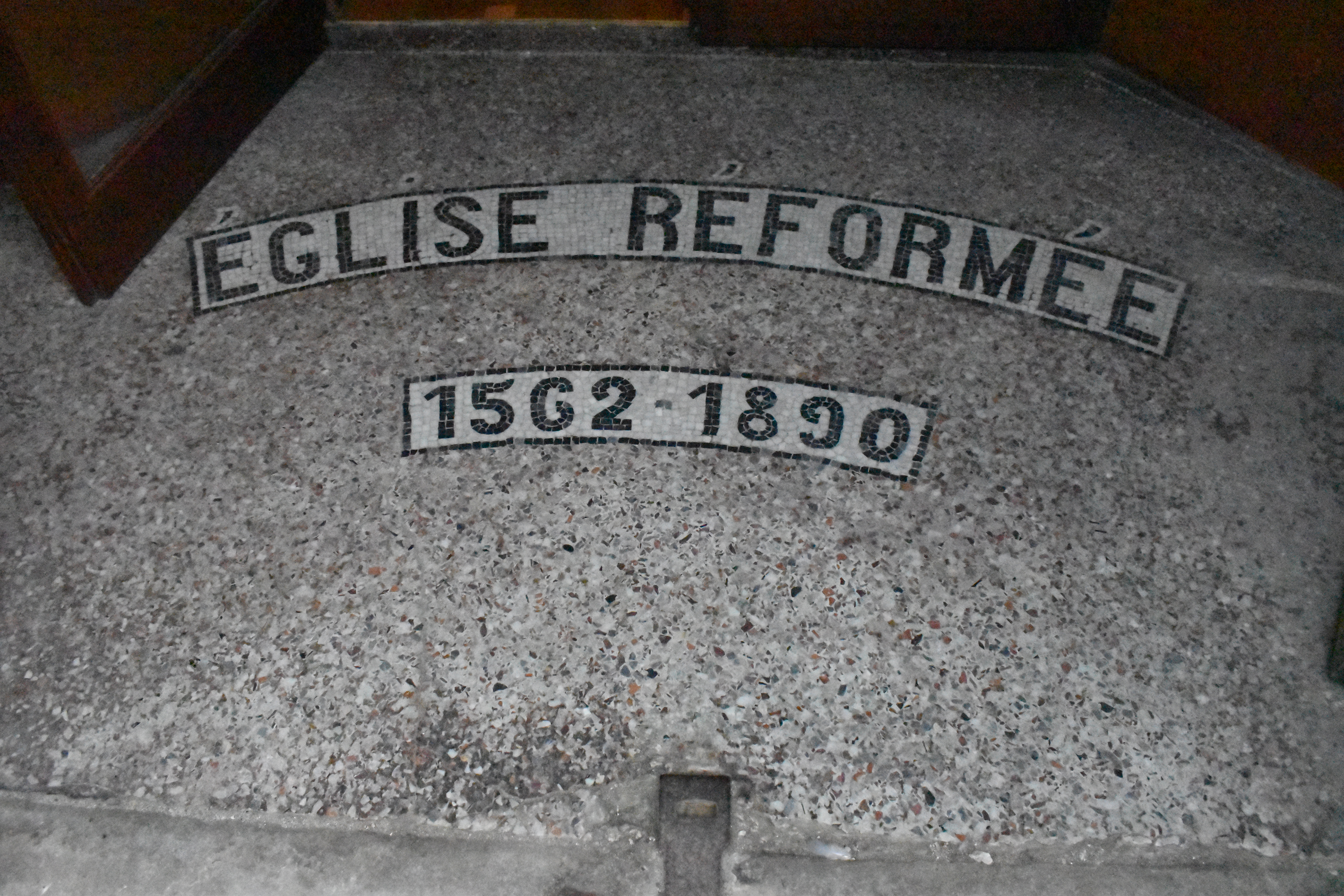

## Historique
Adolphe Monod, premier pasteur de la communauté protestante de Carcassonne, en place depuis 1875, fait le tour des paroisses de France, de Suisse, d'Angleterre, des États-Unis pour trouver l'argent nécessaire à la construction du temple. La municipalité de Carcassonne a autorisé sa construction en 1888, plans de l'architecte Cassaing. Le temple est inauguré le 6 novembre 1890. En 2009, une rénovation est effectuée.